# Ligne S8 du métro de Nankin
La ligne S8 du métro de Nankin(chinois traditionnel : 寧天城際軌道交通 ; chinois simplifié : 宁天城际轨道交通)  est la cinquième ligne du métro de Nankin. C'est une ligne sud-nord qui relie le district de Pukou avec le district de Luhe au nord, elle est inaugurée le 1er août 2014. De Pont du Fleuve Yangtsé-Sud à Lac Jinniu, la ligne comporte 19 stations et 47,376 km en longueur.

## Histoire
| Section                    | Section                    | Date d'ouverture  | Longueur km | Stations |
| -------------------------- | -------------------------- | ----------------- | ----------- | -------- |
| Nouveau village de Taishan | Lac Jinniu                 | 1er août 2014     | 45.216      | 17       |
| Pont du Fleuve Yangtsé-Sud | Nouveau village de Taishan | 30 septembre 2022 | 2.16        | 2        |

## Caractéristiques

### Liste des stations
| Services                                 | Nom de station                                     | Nom de station | Nom de station                                                   | Connexions | Positionne à |
| Services                                 | Français                                           | Chinois        | Anglais                                                          | Connexions | Positionne à |
| ---------------------------------------- | -------------------------------------------------- | -------------- | ---------------------------------------------------------------- | ---------- | ------------ |
| Phase 2 du prolongement Sud (en projet)  |                                                    |                |                                                                  |            |              |
| S8-...                                   | ...                                                | ...            | ...                                                              |            |              |
| S8-15                                    | Parc Pukou                                         | 浦口公園       | Pukou Gongyuan(Pukou Park)                                       | Ligne15    |              |
| S8-16                                    | Rue Liuzhou Sud                                    | 柳洲南路       | Liuzhounanlu(South Liuzhou Road)                                 |            |              |
| Phase 1 du prolongement Sud (en service) |                                                    |                |                                                                  |            |              |
| S8-17                                    | Pont du Fleuve Yangtsé-Sud                         | 長江大橋北     | Yangtze River Bridge North                                       | Ligne11    |              |
| S8-18                                    | Rue Maofangchang                                   | 毛紡廠路       | Maofangchanglu(Maofangchang Road)                                |            |              |
| Voie mère (en service)                   |                                                    |                |                                                                  |            |              |
| S8-19                                    | Nouveau village de Taishan                         | 泰山新村       | Taishanxincun (Taishan New Town)                                 |            |              |
| S8-20                                    | Rue Taifeng                                        | 泰馮路         | Taifenglu (Taifeng Road)                                         | Ligne3     |              |
| S8-21                                    | Zone de haute technologie de Nankin                | 高新開發區     | Nanjing High-Tech Zone                                           |            |              |
| S8-22                                    | Université Sciences de l'information et Techniques | 信息工程大學   | NUIST (Nanjing University of Information Science and Technology) |            |              |
| S8-23                                    | Xiejiadian                                         | 卸甲甸         | Xiejiadian                                                       |            |              |
| S8-24                                    | Dachang                                            | 大廠           | Dachang                                                          |            |              |
| S8-25                                    | Getang                                             | 葛塘           | Getang                                                           |            |              |
| S8-26                                    | Changlu                                            | 長蘆           | Changlu                                                          |            |              |
| S8-27                                    | Parc Industriel Chimique                           | 化工園         | Huagongyuan (Chemical Industrial Park)                           |            |              |
| S8-28                                    | Zone de développement de Luhe                      | 六合開發區     | Luhe Economic Zone                                               |            |              |
| S8-29                                    | Longchi                                            | 龍池           | Longchi                                                          |            |              |
| S8-30                                    | Xiongzhou                                          | 雄州           | Xiongzhou                                                        | Ligne14    |              |
| S8-31                                    | Parc Montagne Phénix                               | 鳳凰山公園     | Fenghuangshangongyuan (Fenghuangshan Park)                       |            |              |
| S8-32                                    | Place Fangzhou                                     | 方州廣場       | Fangzhouguangchang (Fangzhou Square)                             |            |              |
| S8-33                                    | Shenqiao                                           | 沈橋           | Shenqiao                                                         |            |              |
| S8-34                                    | Baibaiqiao                                         | 八百橋         | Babaiqiao                                                        |            |              |
| S8-35                                    | Lac Jinniu                                         | 金牛湖         | Jinniuhu (Jinniu Lake)                                           |            |              |
| Prolongement Nord (en projet)            |                                                    |                |                                                                  |            |              |
|                                          |                                                    |                |                                                                  |            |              |
|                                          | Tianchang                                          | 天長           | Tianchang                                                        |            |              |